# Air (zenekar)
Az Air két tagból álló, Versaillesból, Franciaországból származó együttes, tagjai Nicolas Godin és Jean-Benoît Dunckel. Az együttes neve egy szóösszetételből, a francia Amour, Imagination, Rêve szavakból származik, amely magyarul annyit tesz: szerelem, fantázia és álmok.
Az együttes bemutatkozó albumát, a Premiers Symptômes-t követte a kritikusok által is elismert Moon Safari, majd később újra megjelentették Premiers Symptômes-t, továbbá a The Virgin Suicides, a 10 000 Hz Legend, az Everybody Hertz, a Talkie Walkie, a Pocket Symphony és a Love 2 albumokat is megjelentették.

## Története

### Előélet
Nicolas Goudin építészetet tanult az École Nationale Supérieure d'Architecture de Versailles nevű francia egyetemen, mialatt Jean-Benoît Dunckel matematikát tanult. Az együttes 1995-ben alakult meg. Mielőtt megalapították volna az Airt, Dunckel és Godin játszott már együtt az Orange nevű zenekarban Alex Gopherrel, Xavier Jamaux-val, Eric LaCourttal, és Etienne de Crécyvel karöltve. Ezek a zenészek később együttműködtek az együttessel a számok felvételekor, elkészítésekor.

### Zenei stílus
Az Airre gyakran mondják, hogy elektronikus stílusú zenét játszik; az elektronikus zenéjüket befolyásolta Jean-Michel Jarre, a Vangelis és Francis Lai '70-es években játszott szintetizátoron előadott zenéje. Az együttesre hatással volt továbbá a pszichedelikus rock pionírjainak zenei stílusa is, a Pink Floyd.
A zenéje során az Air sok hangszert használ, főleg élő koncertkor, amikor nagyobb hangsúlyt kap a zene improvizált része. A koncertek során előadják az albumokról jól ismert számokat, de egyaránt stúdióban és koncerteken is együttműködnek más zenészekkel, például Beth Hirsch ( a Moon Safariban), Françoise Hardy (a „Jeanne”-ban), Jean-Jacques Perrey ( a „Cosmic Bird”-ben), Gordon Tracks ( a „Playground Love”-ban és az „Easy Going Woman”-ben – Gordon Tracks álneve a francia énekesnek, Thomas Marsnak, aki a Phoenix és a Beck nevű együttesekben énekel). A 2004-es turnéjuk során együttműködtek Dave Palmerrel és a 2007-es turné alkalmával a dobos Earl Havinnal, Vincent Taurelle-el és Steve Jones-szal.

## Diszkográfia
- 1997:  Premiers Symptômes
- 1998:  Moon Safari
- 2000:  The Virgin Suicides
- 2001:  10 000 Hz Legend
- 2002:  Everybody Hertz
- 2004:  Talkie Walkie
- 2006:  Late Night Tales
- 2007:  Pocket Symphony
- 2009:  Love 2
- 2012:  Le Voyage Dans La Lune

## Fordítás
- Ez a szócikk részben vagy egészben  az   Air (band) című angol Wikipédia-szócikk fordításán alapul.  Az eredeti cikk szerkesztőit annak laptörténete sorolja fel. Ez a jelzés csupán a megfogalmazás eredetét és a szerzői jogokat jelzi, nem szolgál a cikkben szereplő információk forrásmegjelöléseként.